# Atilio Ancheta
Atilio Genaro Ancheta Weigel (Florida, Uruguay, 1948. július 19. –) uruguayi válogatott labdarúgó.

## Pályafutása

### A válogatottban
1969 és 1971 között 20 alkalommal szerepelt az uruguayi válogatottban és 2 gólt szerzett. Részt vett az 1970-es világbajnokságon.

## Sikerei, díjai

### Játékosként
Nacional
- Uruguayi bajnok (3): 1969, 1970, 1971
- Copa Libertadores (1): 1971

Grêmio
- Gaúcho bajnok (2): 1977, 1979

Egyéni
- Bola de Ouro (1): 1973